# Your Monster
Your Monster ist eine romantische Horror-Komödie von Caroline Lindy. Die Weltpremiere des Films mit Melissa Barrera und Tommy Dewey in den Hauptrollen fand im Januar 2024 beim Sundance Film Festival statt. Der US-Kinostart ist Ende Oktober 2024 geplant.

## Handlung
Die junge Schauspielerin Laura Franco muss nicht nur mit einer Krebsdiagnose klarkommen, sondern auch mit dem abrupten Ende ihrer Beziehung. Doch dann macht sie die Bekanntschaft eines furchterregenden, aber äußerst charmanten Monsters, das in ihrem Schrank lebt.

## Produktion

### Filmstab und Besetzung

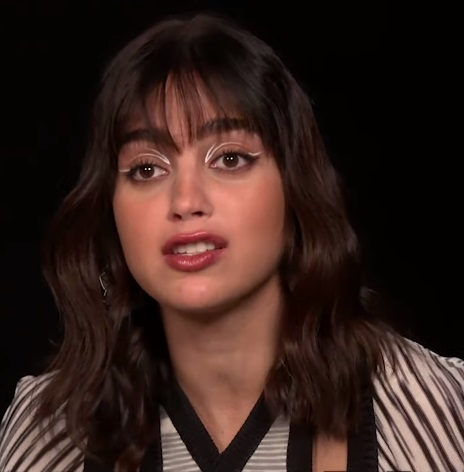
Melissa Barrera spielt in der Hauptrolle Laura Franco

Regie führte Caroline Lindy. Sie schrieb auch das auf ihrem gleichnamigen Kurzfilm aus dem Jahr 2019 basierende Drehbuch. Bei Your Monster handelt es sich um Lindys Spielfilmdebüt.
Melissa Barrera, bekannt aus dem Slasherfilm Scream von 2022 und dessen Fortsetzung vom darauffolgenden Jahr, spielt in der Hauptrolle die Schauspielerin Laura Franco. Sie beschreibt den Film als ein „Horror-Rom-Com-Musical“. Kasey Bella Suarez, die erstmals in Du bist sowas von nicht zu meiner Bat-Mizwa eingeladen in einer kleinen Nebenrolle in einem Film zu sehen war, spielt die junge Laura. Tommy Dewey, bekannt durch seine Hauptrolle in der Fernsehserie Casual, spielt das titelgebende Monster. In weiteren Rollen sind Edmund Donovan als Lauras Freund Jacob und Kayla Foster als Mazie zu sehen.

### Filmmusik und Dreharbeiten
Die Filmmusik komponierte Tim Williams, der in der Vergangenheit für Filme wie Wild Horses von Robert Duvall tätig war. Ende September 2024 wurde mit My Stranger das erste Lied des Soundtracks veröffentlicht. Der Song wurde von Daniel und Patrick Lazour geschrieben, die unter dem Namen The Lazours überwiegend im Musiktheaterbereich arbeiten. Gesungen wird das Lied von der Hauptdarstellerin Melissa Barrera. Es ist auch auf dem insgesamt 14 Musikstücke umfassenden Soundtrack-Album enthalten, das zum US-Kinostart von MovieScore Media als Download veröffentlicht wird.
Gedreht wurde der Film an 20 Tagen in der Stadt Hoboken in New Jersey. Kameramann Will Stone war zuvor für die Actionthriller Little Dixie und One Day as a Lion von John Swab tätig.

### Marketing und Veröffentlichung
Die Weltpremiere des Films fand am 18. Januar 2024 beim Sundance Film Festival statt, wo er in der Sektion Midnight gezeigt wurde. Ende Februar, Anfang März 2024 wurde er beim Sun Valley Film Festival vorgestellt. Im Juni 2024 wurde der Film beim Sundance Film Festival: London gezeigt und im Juli 2024 beim Neuchâtel International Fantastic Film Festival. Im September 2024 wurde Your Monster  beim Nashville Film Festival vorgestellt. Der erste Trailer wurde ebenfalls im September 2024 vorgestellt. Anfang Oktober 2024 wird der Film beim Sitges Film Festival gezeigt. Am 25. Oktober 2024 soll er in die US-Kinos kommen.

## Rezeption

### Kritiken
Von den bei Rotten Tomatoes aufgeführten Kritiken sind 78 Prozent positiv. Bei Metacritic erhielt der Film einen Metascore von 63 von 100 möglichen Punkten.

### Auszeichnungen
Artios Awards 2025
- Nominierung für das Beste Casting in einer Low-Budget-Produktion – Komödie oder Drama[17]

Brussels International Fantastic Film Festival 2024
- Auszeichnung mit dem Silbernen Raben im Internationalen Wettbewerb (Caroline Lindy)[18]

Leiden International Filmfestival 2024
- Nominierung im Bonkers! Competition[19]

Nashville Film Festival 2024
- Nominierung im New Directors Competition (Caroline Lindy)[20]

Sitges Film Festival 2024
- Nominierung im Wettbewerb[14]

Sundance Film Festival: London 2024
- Auszeichnung mit dem Audience Favourite Award[21]

Sun Valley Film Festival 2024
- Lobende Erwähnung (Schauspielerin Melissa Barrera)[22]